# Graça Costa Cabral
Graça Costa Cabral (Ponta Delgada, 1939 — Lisboa, 2016) foi uma escultora portuguesa.

## Biografia; obra

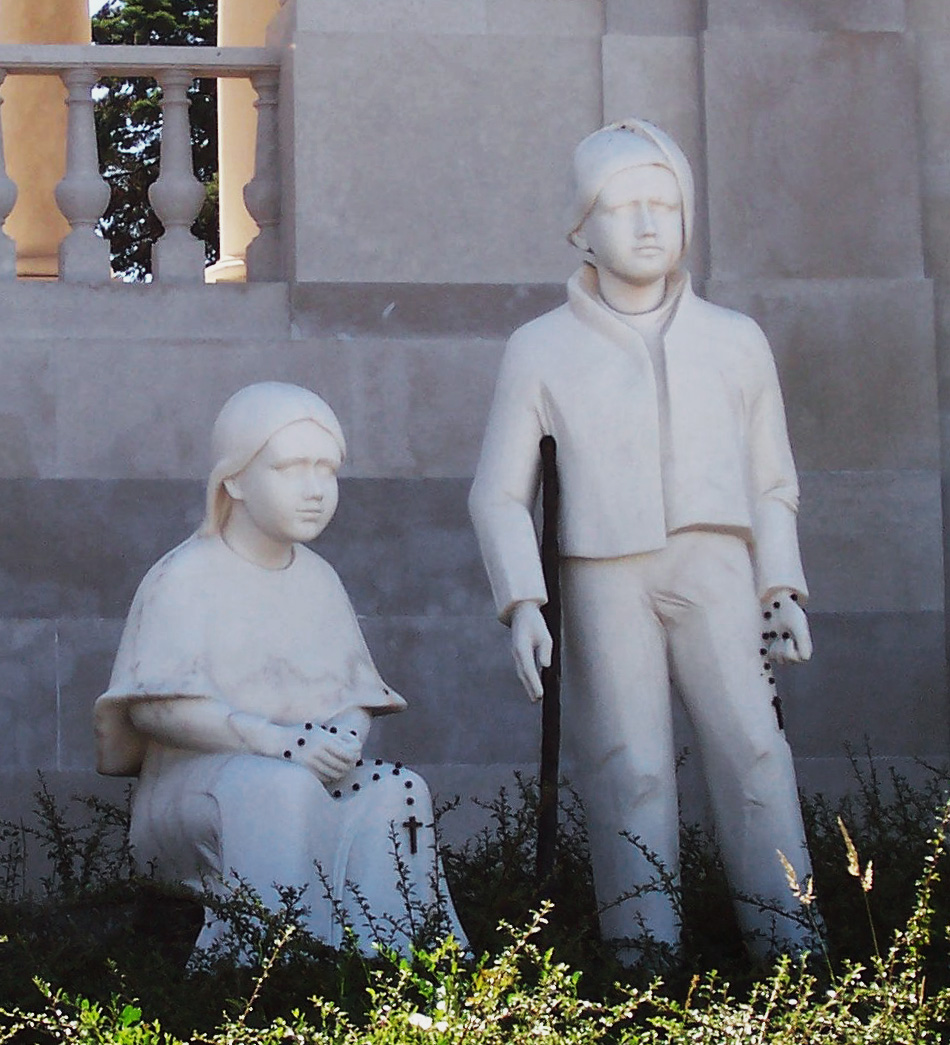
Francisco e Jacinta, 2003, Santuário de Fátima

Fixou-se em Lisboa em 1947, onde frequentou o curso de escultura da Escola Superior de Belas-Artes de Lisboa (ESBAL), que terminou em 1963. Em 1972 foi cofundadora do Ar.Co, Centro de Arte e Comunicação Visual, onde trabalhou a partir de então. Realizou a sua primeira exposição individual na galeria Quadrum, Lisboa (1983), a que se seguiram outras exposições individuais; participou ainda em inúmeras exposições coletivas, nomeadamente na III Exposição de Artes Plásticas da Fundação Calouste Gulbenkian, Lisboa (1986). Participou no Simpósio de Escultura do Porto, em 1985.
A sua obra está representada no Centro de Arte Moderna da Fundação Calouste Gulbenkian, na Fundação Carmona e Costa, Museu Carlos Machado e Museu de Angra do Heroísmo.